# Standish (Michigan)
Standish é uma cidade localizada no estado americano de Michigan, no Condado de Arenac.

## Demografia
Segundo o censo americano de 2000, a sua população era de 1581 habitantes.
Em 2006, foi estimada uma população de 2018, um aumento de 437 (27.6%).

## Geografia
De acordo com o United States Census Bureau tem uma área de
5,5 km², dos quais 5,5 km² cobertos por terra e 0,0 km² cobertos por água. Standish localiza-se a aproximadamente 190 m acima do nível do mar.

## Localidades na vizinhança
O diagrama seguinte representa as localidades num raio de 24 km ao redor de Standish.